# Komunistyczna Partia Litwy

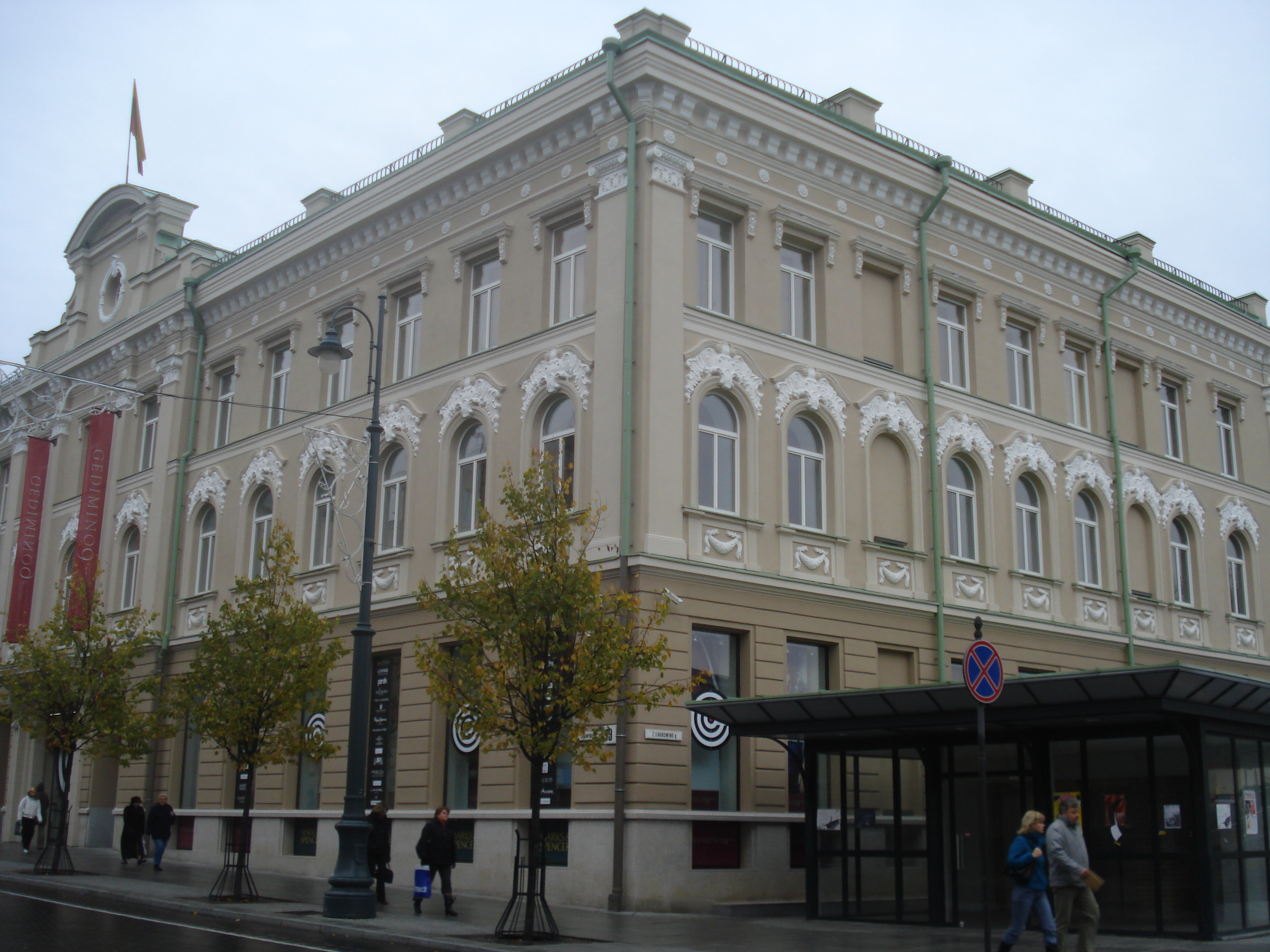
Dawna siedziba KC KPL w Wilnie

Komunistyczna Partia Litwy (lit. Lietuvos komunistų partija, LKP) – komunistyczna partia litewska założona w 1918, w latach 1940–1991 sprawująca formalną władzę w Litewskiej Socjalistycznej Republice Radzieckiej jako część składowa WKP(b) i KPZR.

## Historia
W okresie niepodległej Litwy ugrupowanie działało nielegalnie, a komuniści poddani byli surowym represjom za działalność sprzeczną z racją stanu. W 1940 roku, w wyniku agresji radzieckiej, a następnie aneksji Litwy do ZSRR, Komunistyczna Partia (bolszewików) Litwy przejęła niepodzielną władzę w kraju jako część składowa ogólnoradzieckiej WKP(b). Jej pierwszym sekretarzem był wówczas Antanas Sniečkus. Funkcję szefa partii sprawował zawsze Litwin, jego zastępcą mianowano tradycyjnie Rosjanina. Po II wojnie światowej partia miała dwa swoje dzienniki, jeden w języku litewskim – „Tiesa” (pol. „Prawda”) i drugi w języku rosyjskim – „Советская Литва” („Sowietskaja Litwa”) (pol. Radziecka Litwa). Od 1953 r. dołączono do tych gazet polskojęzyczny organ partii, dziennik „Czerwony Sztandar”, który był wydawany w latach 1953–1990.
W 1952 roku partia powróciła do nazwy sprzed 1940: Komunistyczna Partia Litwy. Na fali pieriestrojki w późnych latach osiemdziesiątych w łonie KPL zaczęły się zarysowywać dwie frakcje: jedna opowiadająca się za autonomią kraju w relacjach z Moskwą (a później: niepodległością), druga – tzw. KPL na platformie moskiewskiej – za pozostaniem Litewskiej SRR w dotychczasowych relacjach zależności od ZSRR. W 1989 KPL pod przewodnictwem Algirdasa Brazauskasa ogłosiła wystąpienie z KPZR, a w 1990 przekształciła się w Litewską Demokratyczną Partię Pracy.
Z kolei Komunistyczna Partia Litwy na tzw. platformie moskiewskiej istniała legalnie w latach 1990–1991 pod kierownictwem Mykolasa Burokevičiusa, dopóki nie zakazano jej działalności jako sprzecznej z litewską racją stanu. Obecnie jako organizacja nielegalna wchodzi w skład Związku Partii Komunistycznych – Komunistycznej Partii Związku Radzieckiego.
W pierwszych latach po II wojnie światowej w składzie KPL, do roku 1953, dominowali Rosjanie. Dopiero od roku 1954 Litwini stanowią najliczniejszą grupę członków partii. Natomiast od roku 1960 Litwini zaczęli dominować także wśród kadry kierowniczej KPL.

## I sekretarze KC KPL (od 1940)
- Pranas Eidukevičius 1918-1919
- Vincas Mickevičius-Kapsukas 1919-1920
- Karolis Požėla 1920-1926
- Antanas Sniečkus 1926-1931
- Motiejus Šumauskas 1931-1936
- Antanas Sniečkus 1936–1974
- Petras Griškevičius 1974–1987
- Ringaudas Songaila 1987–1988
- Algirdas Brazauskas 1988–1990
- Mykolas Burokevičius 1989–1991 (I sekretarz KC KPL–KPZR)